# Luis Vogt
Luis Vogt (* 21. Februar 2002) ist ein deutscher Skirennläufer. Er ist auf die Speeddisziplinen Abfahrt und Super-G spezialisiert.

## Karriere
Vogt wuchs in Garmisch-Partenkirchen auf und erlernte das Skifahren im Alter von 2 Jahren. Sein Vater Wolfgang war in seiner Jugend ebenfalls als Skirennläufer aktiv.
Sein internationales Renndebüt feierte er am 12. November 2018 bei einem Juniorenrennen in Solda. Sein erstes internationales Großereignis bestritt Vogt im März 2022 bei den Juniorenweltmeisterschaften im kanadischen Panorama. Dort gewann er in der Abfahrt die Bronzemedaille hinter dem Italiener Giovanni Franzoni und dem Schweizer Franjo von Allmen. Im Hinblick auf diese Leistungen feierte Vogt am 26. November 2022 sein Weltcupdebüt bei der Abfahrt von Lake Louise.
Bei den Juniorenweltmeisterschaften des darauffolgenden Jahres in St. Anton konnte Vogt erneut eine Medaille gewinnen. Nach Rang 6 in der Abfahrt gewann er gemeinsam mit Nicko Palamaras die Silbermedaille in der erstmals ausgetragenen Team Kombination.
Seine ersten Weltcuppunkte gewann Vogt am 13. Januar 2024 bei der Abfahrt in Wengen. Er belegte den 30. Platz.
Am 20. Dezember 2024 erzielte er sein bestes Weltcupergebnis, als er beim Super-G von Gröden Rang 16 belegte. Im weiteren Saisonverlauf nahm Vogt an seinen ersten Weltmeisterschaften in Saalbach teil, wobei er sowohl in Abfahrt als auch im Super-G ausschied.

## Erfolge

### Weltmeisterschaften
- Saalbach 2025: DNF Abfahrt, DNF Super-G

### Weltcup
- 2 Platzierung unter den besten 30

### Europacup
- Saison 2022/23: 7. Abfahrtswertung
- 7 Platzierungen unter den besten 10, davon zwei Podestplätze

### South American Cup
- 2 Platzierungen unter den besten zehn

### Juniorenweltmeisterschaften
- Panorama 2022: 3. Abfahrt, 51. Riesenslalom, DNF Super-G, DNF Alpine Kombination
- St. Anton 2023: 2. Alpine Team Kombination, 6. Abfahrt, 12. Super-G, DNF Riesenslalom

### Weitere Erfolge
- 1 Sieg bei FIS-Rennen